# برادر بزرگ‌تر (فیلم ۱۹۹۹)
برادر بزرگ‌تر (به تامیلی: Annan) و (به انگلیسی: Elder brother) فیلمی هندی محصول سال ۱۹۹۹ و به کارگردانی آنو موهان است. در این فیلم بازیگرانی همچون راماراجان و سواتی ایفای نقش کرده‌اند.